# 卡拉特足球會
卡拉特足球會（Football Club Kairat ）是一支位於哈薩克阿拉木圖的職業足球會，目前於哈薩克超級足球聯賽角逐。卡拉特足球會的主場是阿拉木圖中央體育場。

## 榮譽

### 哈薩克
- 哈薩克超級足球聯賽

冠軍 – 1992, 2004, 2020, 2024
- 哈薩克盃

冠軍 – 1992, 1996, 1999–00, 2001, 2003, 2014, 2015
亞軍 – 2004, 2005
- 哈薩克超級盃

冠軍 – 2016, 2017
亞軍 – 2015, 2018, 2019
- 哈薩克甲組足球聯賽

冠軍 – 2009

### 蘇聯
- 蘇聯甲組足球聯賽

冠軍 – 1976, 1983
- 蘇聯聯合盃

冠軍 – 1988

### 國際賽
- 歐洲鐵路盃

冠軍 – 1971

## 外部連結
- 官方网站 （哈薩克語、俄語和英語）
- FC Kairat （页面存档备份，存于） on UEFA.com （页面存档备份，存于）
- FC Kairat （页面存档备份，存于） on Twitter